# جووانی باتیستا پیرانزی
جووانی باتیستا پیرانزی (همچنین جامباتیستا)(تلفظ ایتالیایی: [dʒoˈvanni batˈtista piraˈne:zi]؛ زادهٔ ۴ اکتبر ۱۷۲۰ - درگذشتهٔ ۹ نوامبر ۱۷۷۸) معمار و هنرمند ایتالیایی بود که به چاپ فلزی از روم و اثر خیالی و اتمسفریک «زندان‌ها» (Le Carceri d'Invenzione) مشهور است.

## پانویس

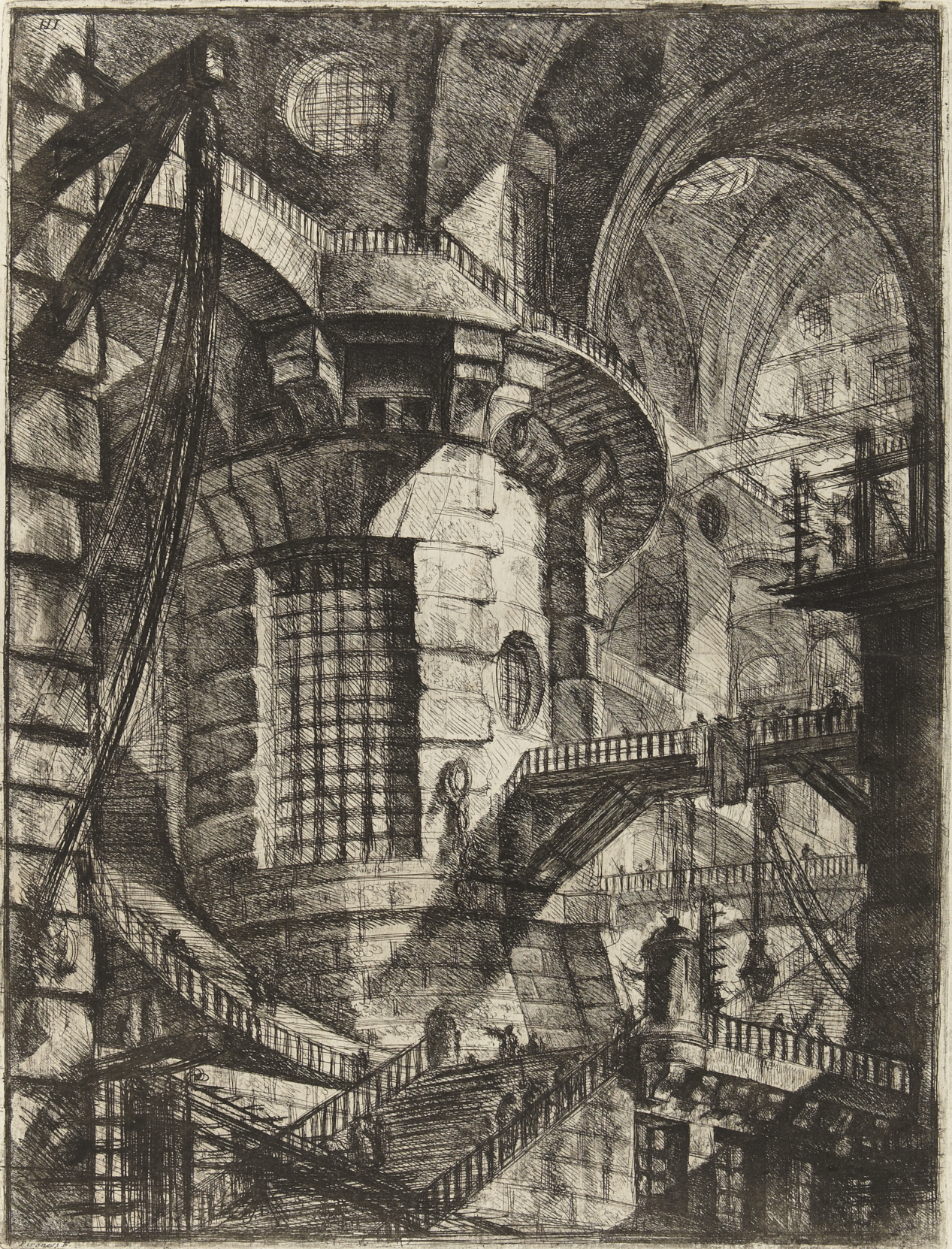
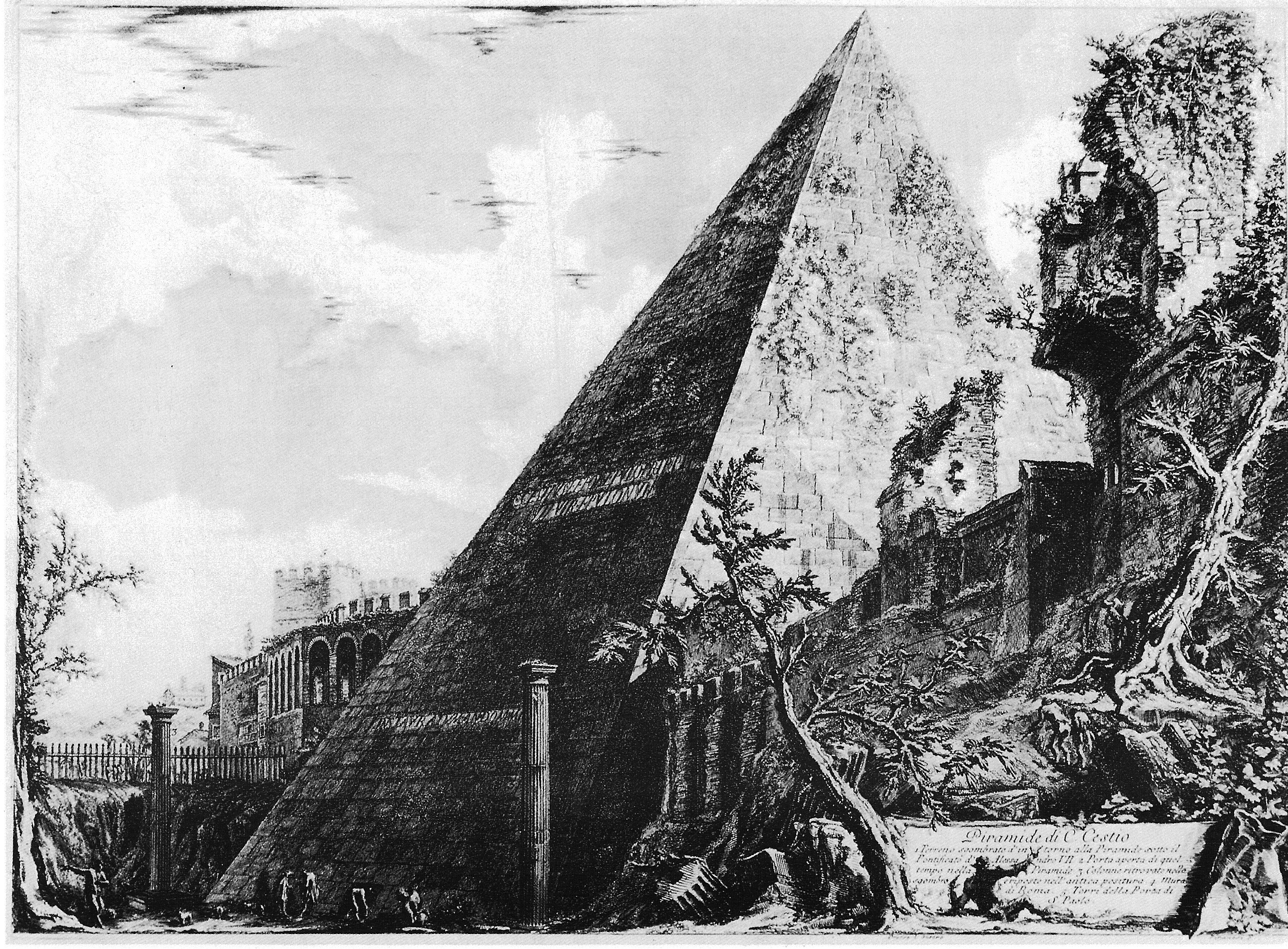
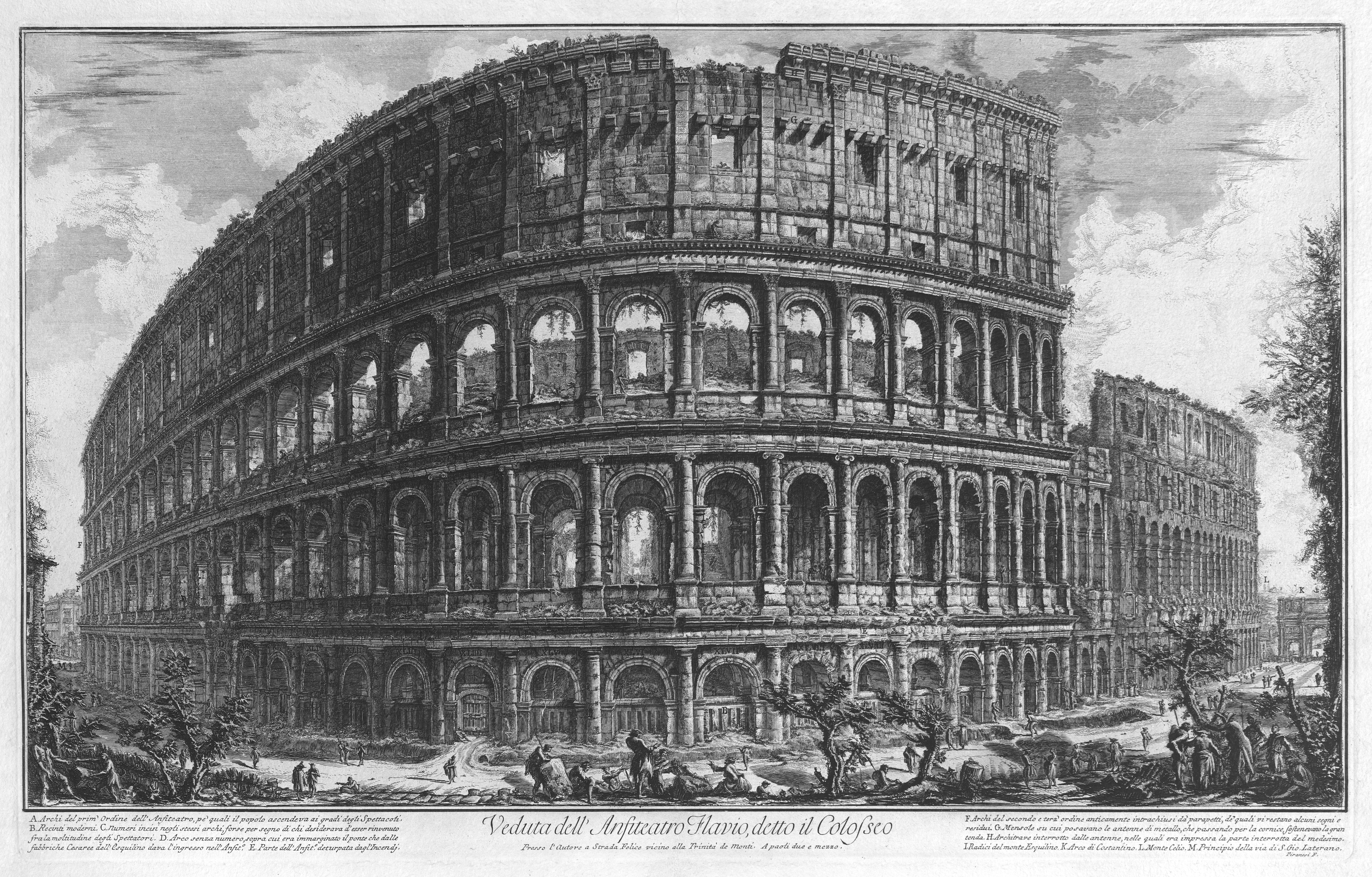
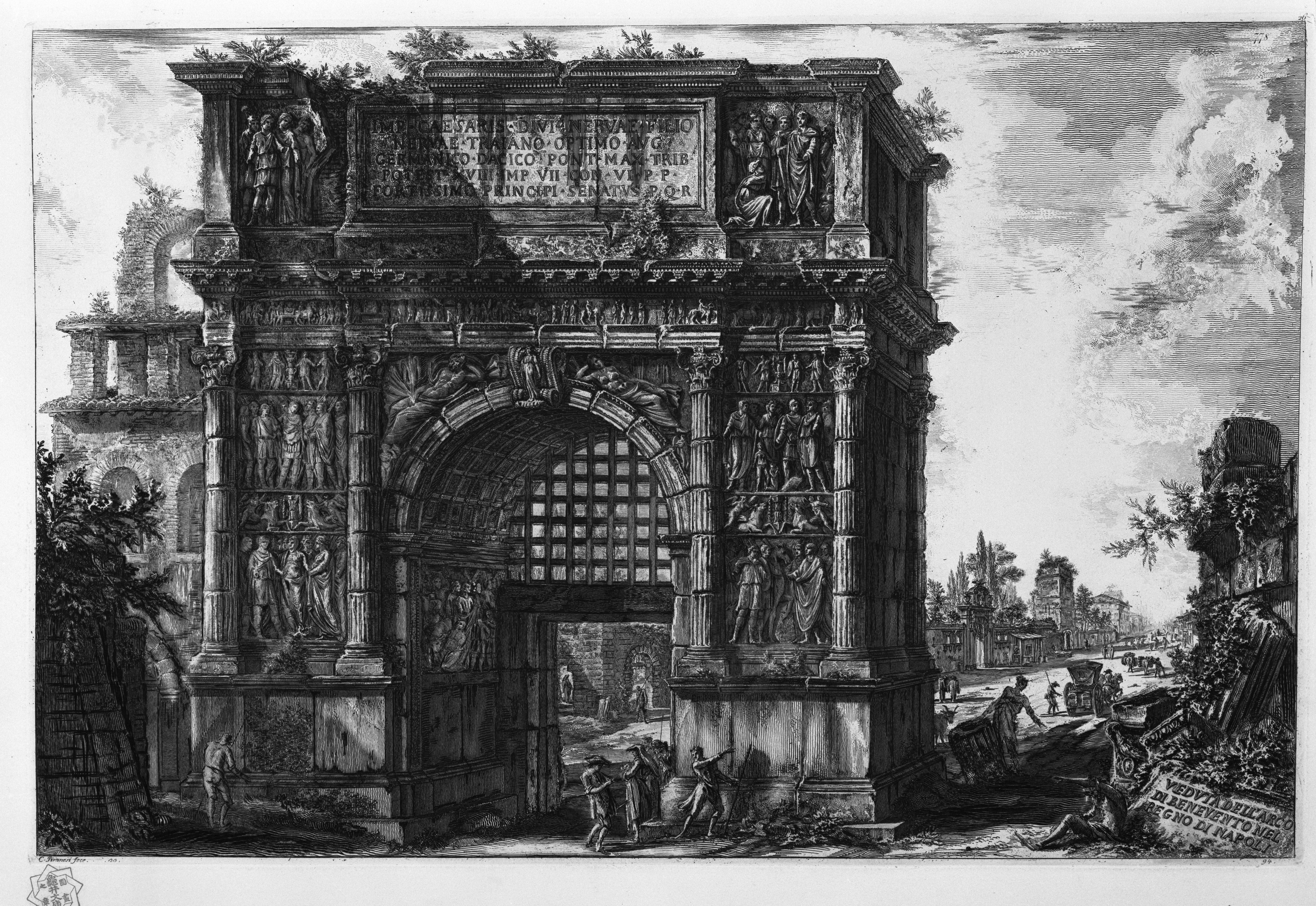
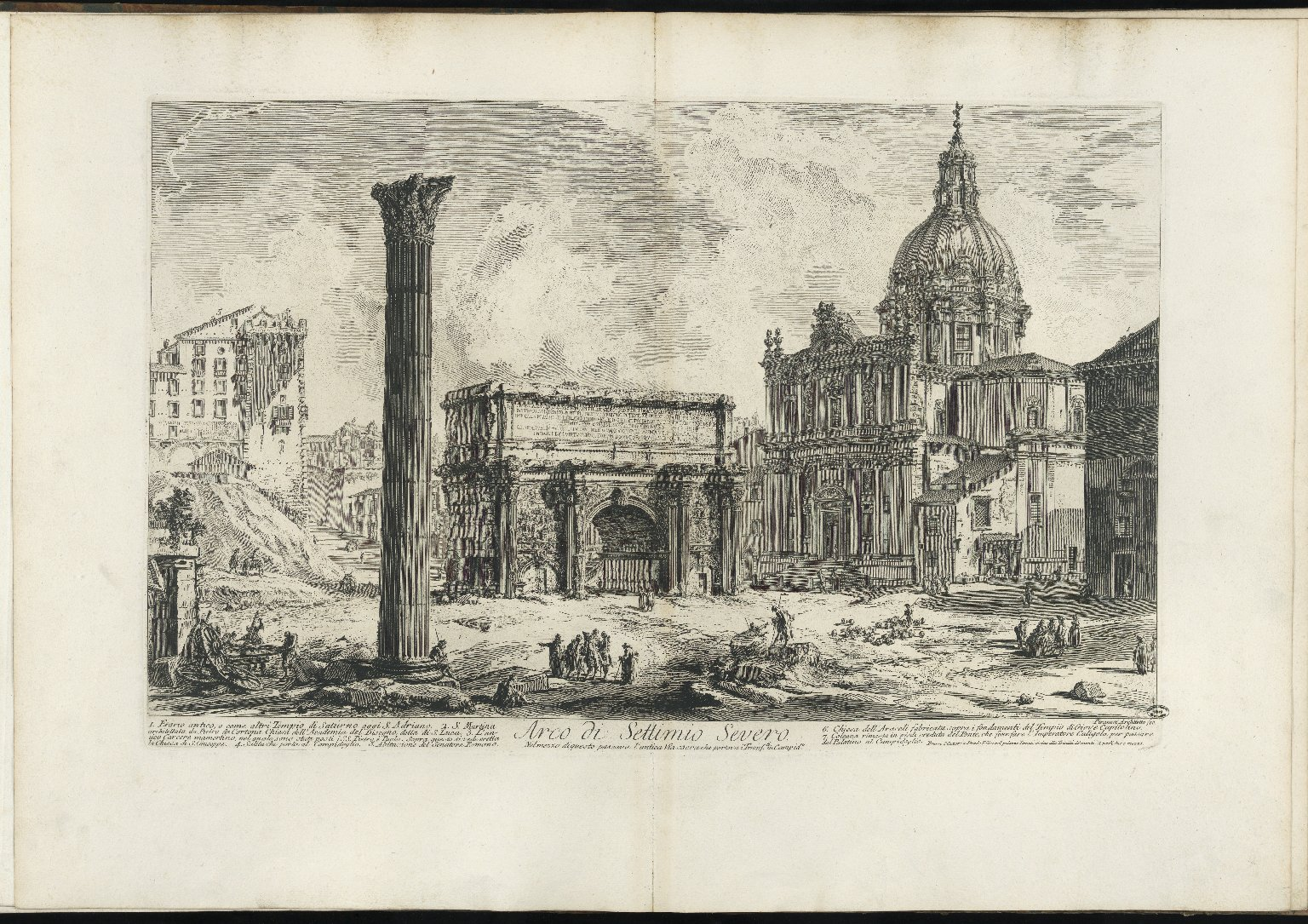
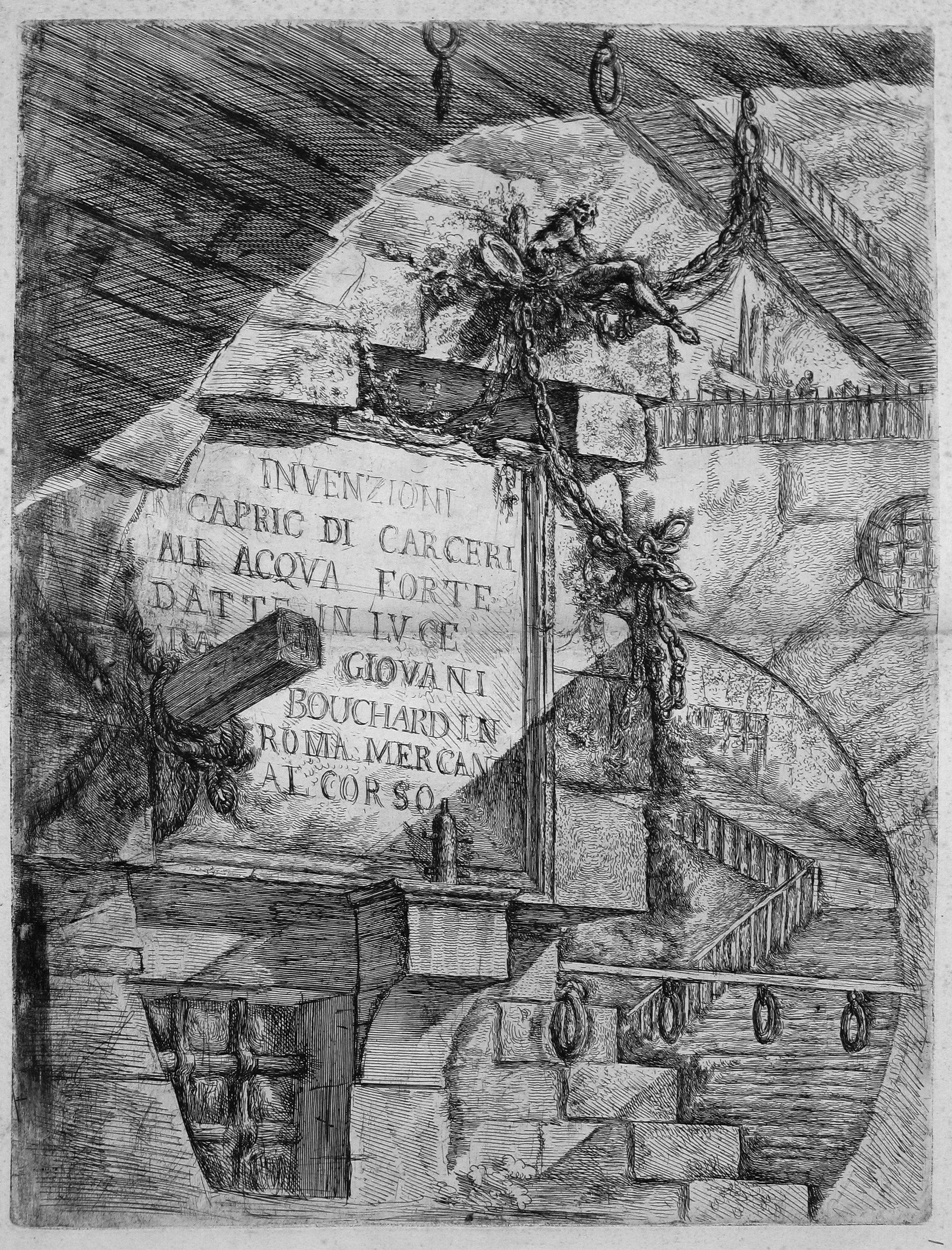